# Samson (rivière)
Pour les articles homonymes, voir Samson (homonymie).
Le Samson est une petite rivière de Belgique coulant dans la région du Condroz en province de Namur (Région wallonne). C'est un affluent de la rive droite de la Meuse, qui se jette dans celle-ci au niveau de Namêche dans l'entité d'Andenne. 

## Parcours
Le Samson arrose notamment la localité de Faulx-les-Tombes (aujourd'hui partie de la commune de Gesves où il porte le nom local de Houyoux et autrefois Gengeavia) et faisait tourner le moulin de l'ancienne Abbaye de Grandpré. Il passe ensuite à Goyet puis à Samson où il coule au pied du rocher et de la forteresse de Samson avant de rejoindre la Meuse.

## Débit
Le débit moyen de la rivière mesuré à Mozet (bassin versant de 62 km2), entre 1992 et 2001 est de 0,91 m3/s. Durant la même période on a enregistré :
- Un débit annuel moyen maximal de 1,46 m3/s en 1988.
- Un débit annuel moyen minimal de 0,48/s en 1996.

Source : Ministère de la Région Wallonne.